# Jean Rosenthal (traducteur)
Pour les articles homonymes, voir Rosenthal et Jean Rosenthal.
Jean Rosenthal, né le 2 août 1923 à Paris et mort le 26 août 2020 à Paron (Yonne), est un homme de lettres français, journaliste et traducteur de l’anglais vers le français.

## Biographie
Jean Rosenthal est l'un des traducteurs les plus connus de l'anglais vers le français de la seconde moitié du XXe siècle. Sa traduction de Demain les chiens de Clifford D. Simak au Club français du livre en 1952 l'a fait connaître dans les milieux de l'édition. Un moment spécialisé dans les œuvres d'anticipation venues des États-Unis, il a contribué à faire connaître en France Isaac Asimov, Fredric Brown, A. E. van Vogt ou, plus tard, Ken Follett.
Il a également traduit John Dos Passos, Henry Miller, John Steinbeck, Romain Gary (Lady L.), Saki, Desmond Morris, Eric L. Harry, Mario Puzo et Philip Roth, mais aussi, dans le domaine de la littérature policière, John le Carré et Patricia Highsmith.
Jean Rosenthal a également été le PDG des éditions Stock dans les années 80.
Comme animateur d'un atelier de traduction, il est à l'origine de la traduction de multiples œuvres plus populaires ou à caractère technique.